# Ulrike Gottschalck

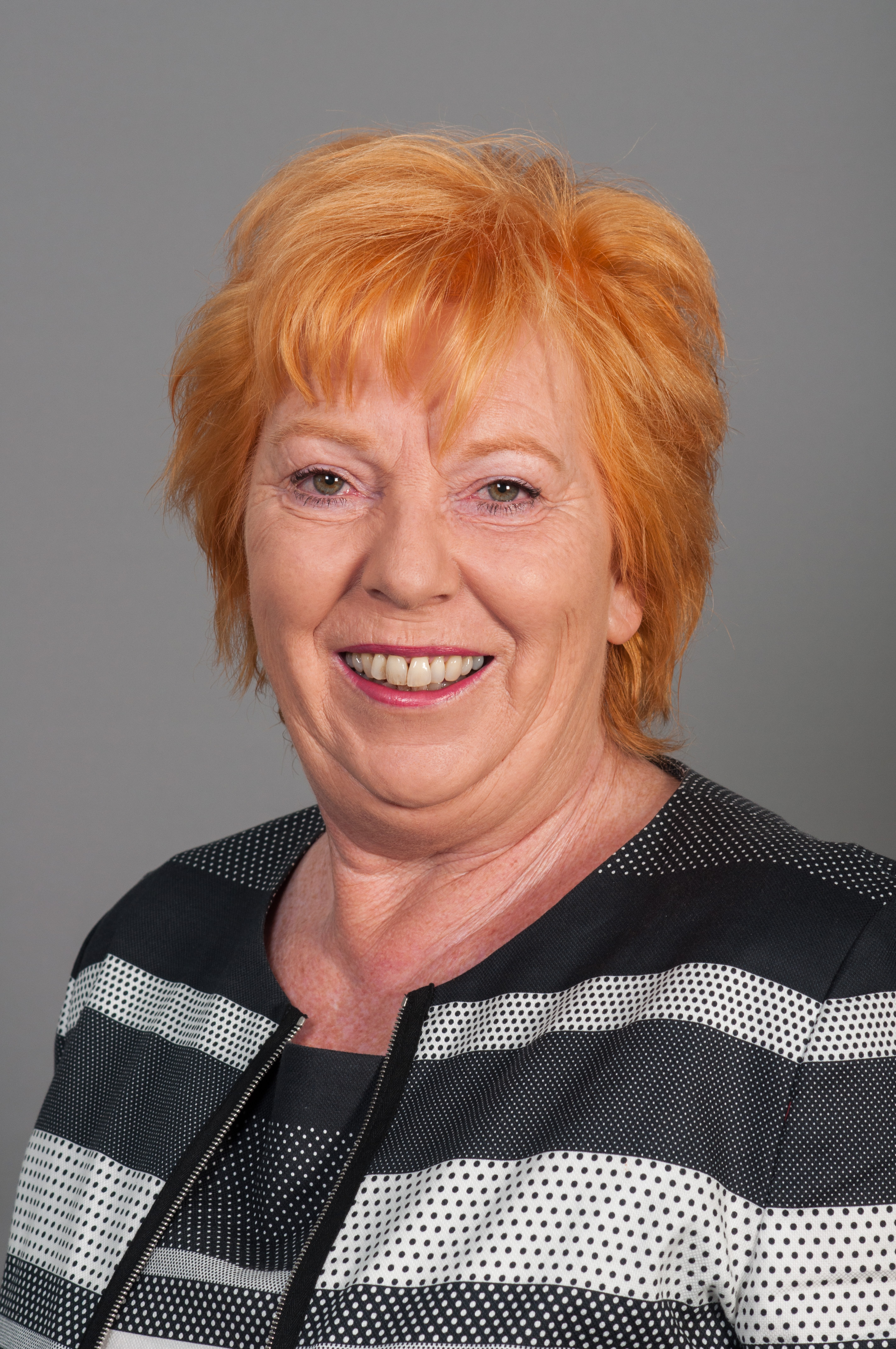
Ulrike Gottschalck (2014)

Ulrike Gottschalck (* 8. November 1955 in Sandershausen) ist eine deutsche Politikerin (SPD). Sie war von 2009 bis 2017 Mitglied des Deutschen Bundestages und zuvor Landtagsabgeordnete in Hessen.

## Leben und Beruf
Nach Schulbesuchen im Landkreis Kassel, dem Abschluss der Mittleren Reife im Jahr 1970 und der Ausbildung zur Kinderpflegerin arbeitete Gottschalck von 1972 bis 1975 in einem Kindergarten der Gemeinde Niestetal als Gruppenleiterin. Von 1975 bis 1984 ging sie in eine Babypause. Von 1984 bis 1997 arbeitete sie als EDV-Supporterin im Bereich der Unterstützung und Einarbeitung von Handwerksbetrieben und Mittelständlern und pflegte bis 1999 ihre Eltern.
Sie ist verheiratet und hat drei Kinder.

## Politik
Gottschalck ist seit 1974 Mitglied der SPD und im Vorstand des Unterkreises Losse-Niestetal im Unterbezirk Kassel-Land. Seit 1993 ist sie Kreistagsabgeordnete im Landkreis Kassel und war von April 2006 bis Anfang 2014 Vorsitzende der SPD-Kreistagsfraktion. Davor war Gottschalck ab 1989 bis 2006 Gemeindevertreterin in Niestetal und von 1999 bis 2005 Fraktions-Referentin und parlamentarische Geschäftsführerin der SPD-Kreistagsfraktion im Landkreis Kassel.
Im Hessischen Landtag, dem sie als Abgeordnete vom 3. Juni 2005 bis 31. Oktober 2009 angehörte, war sie u. a. Mitglied in den Ausschüssen Wissenschaft und Kunst, Petitionen und Haushalt sowie Mitglied in der Härtefallkommission und im Unterausschuss für Finanzcontrolling/Verwaltungssteuerung. Nach den Landtagswahlen 2008 (geschäftsführende CDU-Landesregierung und gestaltende Mehrheit durch SPD/Grüne und Linke) war sie Vorsitzende des Haushaltsausschusses und arbeitete in dieser Zeit aktiv für die Abschaffung der Studiengebühren.
Am 23. Juli 2009 wurde sie als Direktkandidatin im Wahlkreis Kassel für die Bundestagswahl 2009 nominiert. Am 27. September 2009 gewann sie das Direktmandat in diesem Wahlkreis und war ab dem 27. Oktober 2009 Abgeordnete des Deutschen Bundestags. Dort war sie während der 17. Legislaturperiode Mitglied im Ausschuss für Verkehr, Bau und Stadtentwicklung sowie im Parlamentarischen Beirat für nachhaltige Entwicklung.
Bei der Bundestagswahl am 22. September 2013 gewann sie mit 40 % (amtliches Endergebnis) erneut das Direktmandat im Wahlkreis Kassel.
In der 18. Legislaturperiode war Gottschalck Mitglied im Haushaltsausschuss. Darüber hinaus war sie stellvertretendes Mitglied im Ausschuss für Familie, Senioren, Frauen und Jugend und stellvertretende Vorsitzende der AG Kommunales der SPD-Bundestagsfraktion. Weiterhin war sie ab Januar 2014 Vorsitzende der hessischen SPD-Landesgruppe im Bundestag.
Am 20. Mai 2017 erklärte Ulrike Gottschalck der HNA, dass sie nicht mehr für den Bundestagswahlkreis Kassel in der Bundestagswahl 2017 kandidieren wird. Als ihr Nachfolger wurde der hessische Landtagsabgeordnete des Wahlkreises Kassel-Land II, Timon Gremmels vorgeschlagen.
Sie erklärte hierzu: „Auch wenn mir die Arbeit derzeit noch großen Spaß macht, habe ich das Gefühl, dass es dann Ende 2017 reicht“.